# Avon (Illinois)
Avon es una villa ubicada en el condado de Fulton en el estado estadounidense de Illinois. En el Censo de 2010 tenía una población de 799 habitantes y una densidad poblacional de 679,51 personas por km².

## Geografía
Avon se encuentra ubicada en las coordenadas 40°39′43″N 90°26′7″O / 40.66194, -90.43528. Según la Oficina del Censo de los Estados Unidos, Avon tiene una superficie total de 1.18 km², de la cual 1.18 km² corresponden a tierra firme y (0%) 0 km² es agua.

## Demografía
Según el censo de 2010, había 799 personas residiendo en Avon. La densidad de población era de 679,51 hab./km². De los 799 habitantes, Avon estaba compuesto por el 96.87% blancos, el 0.13% eran afroamericanos, el 0.13% eran amerindios, el 0% eran asiáticos, el 0% eran isleños del Pacífico, el 0.13% eran de otras razas y el 2.75% pertenecían a dos o más razas. Del total de la población el 1.5% eran hispanos o latinos de cualquier raza.